# Gabinete Rutte IV
El Gabinete Rutte IV  ha sido el gobierno del Reino de los Países Bajos desde el 10 de enero de 2022, en el marco de la XXXVIII Legislatura.
Está liderada por el demócrata liberal Mark Rutte, tras la victoria del VVD por mayoría relativa en las elecciones legislativas. Se basa en la misma coalición de cuatro partidos que el ejecutivo anterior, el Gabinete Rutte III, al que sucede tras 271 días de negociaciones, un récord en Países Bajos.

## Creación
Tras las elecciones de 2021, los partidos del saliente gabinete Rutte III volvieron a tener mayoría en la Cámara de Representantes. El socio de coalición Demócratas 66 (D66) inicialmente bloqueó la continuación del gabinete Rutte III, porque ese partido quería cambios en temas médico-éticos que eran difíciles para la Unión Cristiana (CU). Otra posibilidad obvia eran VVD, D66 y CDA complementados por el Partido del Trabajo (PdvA) y/o Izquierda Verde (GL). Sin embargo, PvdA y GL solo querían participar en conjunto en un gabinete, mientras que VVD y CDA solo querían gobernar con uno de los dos.
La formación se volvió aún más compleja cuando se filtraron las notas del explorador Kajsa Ollongren, incluido el texto 'posición Omtzigt, función en otro lugar'. Todos los presidentes de los partidos negaron haber hablado con los exploradores sobre el parlamentario CDA Pieter Omtzigt. Sin embargo, cuando resultó que Mark Rutte había hablado de Omtzigt, surgieron sospechas para gobernar con el Partido Popular por la Libertad y la Democracia (VVD) liderado por Rutte.
Siguió un punto muerto de meses, en el que se examinaron las coaliciones mayoritarias, las coaliciones minoritarias y los gabinetes extraparlamentarios, pero nada condujo a un gran avance. A fines de septiembre, el D66 levantó el bloqueo contra la Unión Cristiana para romper el estancamiento e impedir nuevas elecciones. En los meses siguientes, VVD, D66, CDA y CU negociaron, lo que condujo a un acuerdo de coalición en diciembre. El gabinete prestó juramento el 10 de enero de 2022, luego de la formación de gabinete más larga hasta la fecha.

### Acuerdo de coalición
El acuerdo de coalición contenía, entre otras cosas, acuerdos sobre una aceleración de las ambiciones climáticas (55 % de reducción de CO2 en 2030), ajuste de la financiación del cuidado de los niños, preparativos para nuevas centrales nucleares y la introducción de tarificación vial a partir de 2030, reducción acelerada de nitrógeno (-50 % en 2030), abolición de la tasa del propietario, mayor regulación del sector privado de alquiler, refuerzo de los abogados sociales, equiparación de los salarios de los docentes de educación primaria con los de educación secundaria, devolución de la subvención básica, aumento en salarios mínimos legales del 7,5% y más dinero para la defensa.

## Progreso
El gobierno tuvo que lidiar con reveses financieros desde el momento en que asumió el cargo, lo que presionó el acuerdo de coalición. Poco antes de asumir el cargo, la Corte Suprema se pronunció sobre el impuesto a las ganancias de capital, luego de lo cual el gabinete tuvo que compensar a los contribuyentes del pasado. Los precios de la energía aumentaron considerablemente, lo que redujo el poder adquisitivo. Esto se vio exacerbado por el estallido de la guerra en Ucrania en febrero de 2022. Por lo tanto, el gobierno decidió compensar esto en varias ocasiones. La guerra de Ucrania también fue una razón para que el gabinete aumentara aún más el presupuesto de defensa. Por otro lado, el gobierno iba a destinar menos a fondos para el clima, nitrógeno e inversiones en infraestructura, investigación e innovación.

### pasado colonial
En febrero de 2022, el gabinete, a través de Mark Rutte, se disculpó con el pueblo de Indonesia por la violencia sistemática y extrema de los soldados holandeses durante la guerra de Independencia de Indonesia y la constante indiferencia de los gabinetes anteriores. Las disculpas también se aplicaron a todos los grupos en los Países Bajos que tuvieron que aprender a vivir con las consecuencias, incluidos los veteranos.
En diciembre de 2022, el gabinete, en nombre de todos sus predecesores institucionales, se disculpó por el pasado de la esclavitud holandesa, especialmente transatlántica, y la condenó como un crimen contra la humanidad. En los Archivos Nacionales, el Primer Ministro también se disculpó en sranantongo, papiamento e inglés. El gabinete reconoció por primera vez que el pasado de la esclavitud en los Países Bajos ha tenido un efecto dominó en forma de racismo institucional. Luego creó un fondo de 200 millones de euros para medidas relacionadas con la 'concienciación, la participación y el impacto'.

### Poder adquisitivo/energía

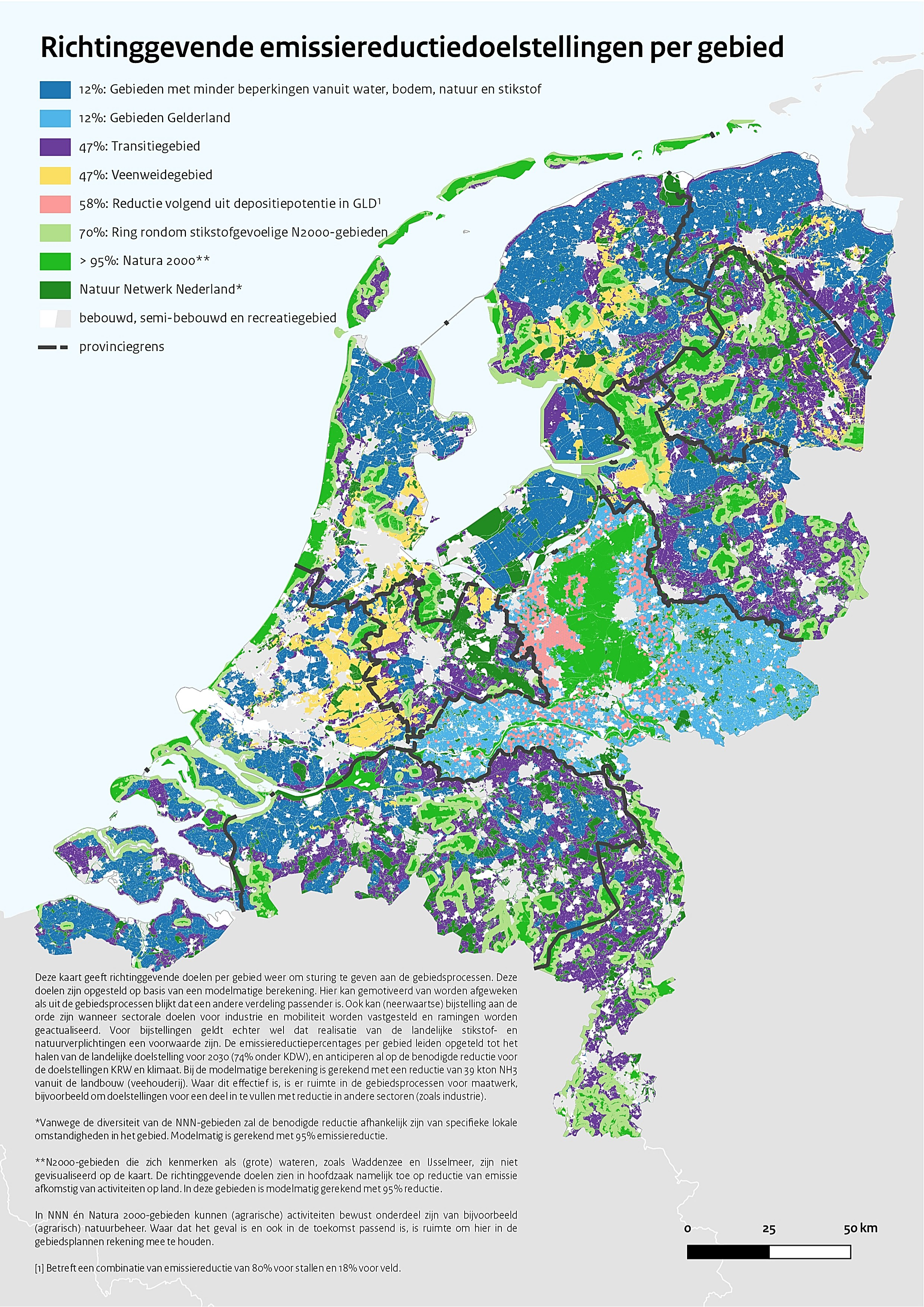
Mapa con los objetivos orientativos de reducción de emisiones por área, junio de 2022

El aumento de los precios de la energía y la alta inflación llevaron al gobierno a tomar medidas en 2022 para ayudar financieramente a los hogares. En noviembre y diciembre de 2022, los pequeños consumidores recibieron un descuento fijo de 190 € al mes en su factura de energía. En 2023 habrá precios máximos para determinados consumos, por separado para gas, electricidad y calor, y para cada uno de ellos para el periodo anterior y posterior a la declaración anual, proporcionales a la media de consumo en esos dos periodos para todos los hogares. Sin querer, un año contable que coincide con un año natural es, por tanto, el más favorable. Sin embargo, se eligió esto por su viabilidad, también porque al cambiar de proveedor de energía, lo que significa que puede haber varias facturas en un año, el precio máximo se puede dividir de manera análoga en más de dos períodos. También se creó un esquema para pequeñas y medianas empresas para empresas con alto consumo de energía.

### Política de nitrógeno
En junio de 2022, la ministra de Nitrógeno y Naturaleza, Christianne van der Wal, publicó un mapa con objetivos de reducción de nitrógeno en el sector agrícola por área. La carta simultánea del Ministro de Agricultura, Henk Staghouwer, debería haber brindado una perspectiva a los agricultores, pero fue etiquetada como 'trabajo desordenado'. El mapa de nitrógeno en particular provocó protestas de los agricultores contra la política de nitrógeno. Por lo tanto, el gabinete decidió nombrar a Johan Remkes como 'líder de discusión' entre el gabinete, los agricultores y las organizaciones de la naturaleza, entre otros. Durante la asignación de Remkes, Hoekstra indicó que el objetivo de 2030 acordado en el acuerdo de coalición 'no era sagrado' para él. Esto llevó a la insatisfacción dentro del gabinete. Remkes informó en octubre, indicando que 2030 aún debería ser el objetivo, pero que se deberían examinar dos momentos intermedios para ver si esto era factible.

### Problema de asilo
Desde el verano de 2022, la gran afluencia de refugiados, principalmente de Siria y Ucrania, y el flujo insuficiente a los albergues y hogares regulares provocaron una sobrecarga del centro de solicitudes en Ter Apel. El secretario de Estado Van der Burg anunció medidas para alentar a los municipios a proporcionar más viviendas.

## Apoyo parlamentario
| Cámara | Candidato  | Voto |    |    |    |   |    |   |    |   |   |   |   |   |   |   |   |   |   |   | Ind. | Total  |
| --- | ---------- | ---- | -- | -- | -- | - | -- | - | -- | - | - | - | - | - | - | - | - | - | - | - | ---- | ------ |
| Senado de los Estados Generales 4 de julio de 2023 Mayoría simple                                         | Mark Rutte | Sí   |    | 10 | 6  |   | 5  |   |    |   | 3 |   |   |   |   |   |   |   | - | - | -    | 24/75  |
| Senado de los Estados Generales 4 de julio de 2023 Mayoría simple                                         | Mark Rutte | No   | 16 |    |    | 7 |    | 7 | 4  | 3 |   | 3 | 1 | 2 |   |   | 2 |   | - | - | -    | 45/75  |
| Senado de los Estados Generales 4 de julio de 2023 Mayoría simple                                         | Mark Rutte | Abs. |    |    |    |   |    |   |    |   |   |   |   |   | 2 | 3 |   | 1 | - | - | -    | 6/75   |
| | Mark Rutte |      |    |    |    |   |    |   |    |   |   |   |   |   |   |   |   |   |   |   |      |        |
| Cámara de Representantes de los Estados Generales 10 de enero de 2022 Mayoría absoluta requerida (76/150) | Mark Rutte | Sí   |    | 34 | 15 |   | 24 |   |    |   | 5 |   |   |   |   |   |   |   |   |   |      | 78/150 |
| Cámara de Representantes de los Estados Generales 10 de enero de 2022 Mayoría absoluta requerida (76/150) | Mark Rutte | No   | 1  |    |    | 8 |    | 9 | 17 | 9 |   | 6 |   | 5 | 3 | 3 | 3 |   | 3 | 1 | 4    | 72/150 |
| Cámara de Representantes de los Estados Generales 10 de enero de 2022 Mayoría absoluta requerida (76/150) | Mark Rutte | Abs. |    |    |    |   |    |   |    |   |   |   |   |   |   |   |   |   |   |   |      | 0/150  |

## Gabinete Ministerial

### Primer Ministro de los Países Bajos
| Fotografía | Primer Ministro | Período               | Período            | Partido | Partido | Ref    |
| Fotografía | Primer Ministro | Inicio                | Fin                | Partido | Partido | Ref    |
| ---------- | --------------- | --------------------- | ------------------ | ------- | ------- | ------ |
|            | Mark Rutte      | 14 de octubre de 2010 | 2 de julio de 2024 |         |         | [ 14 ] |

### Vice primeros ministros de los Países Bajos
| Fotografía | Primer Ministro   | Período                 | Período                 | Partido | Partido | Ref    |
| Fotografía | Primer Ministro   | Inicio                  | Fin                     | Partido | Partido | Ref    |
| ---------- | ----------------- | ----------------------- | ----------------------- | ------- | ------- | ------ |
|            | Sigrid Kaag       | 10 de enero de 2022     | 8 de enero de 2024      |         |         | [ 15 ] |
|            | Rob Jetten        | 8 de enero de 2024      | 2 de julio de 2024      |         |         |        |
|            | Wopke Hoekstra    | 10 de enero de 2022     | 1 de septiembre de 2023 |         |         | [ 16 ] |
|            | Karien van Gennip | 1 de septiembre de 2023 | 2 de julio de 2024      |         |         |        |
|            | Carola Schouten   | 26 de octubre de 2017   | 2 de julio de 2024      |         |         | [ 17 ] |

### Ministerios
| Ministerio                                                                 | Fotografía | Titular                 | Período                 | Período                 | Partido | Partido | Ref    |
| Ministerio                                                                 | Fotografía | Titular                 | Inicio                  | Fin                     | Partido | Partido | Ref    |
| -------------------------------------------------------------------------- | ---------- | ----------------------- | ----------------------- | ----------------------- | ------- | ------- | ------ |
| Agricultura, Naturaleza y Calidad Alimentaria                              |            | Henk Staghouwer         | 10 de enero de 2022     | 5 de septiembre de 2022 |         |         |        |
| Agricultura, Naturaleza y Calidad Alimentaria                              |            | Carola Schouten         | 5 de septiembre de 2022 | 3 de octubre de 2022    |         |         | [ 17 ] |
| Agricultura, Naturaleza y Calidad Alimentaria                              |            | Piet Adema              | 3 de octubre de 2022    | 2 de julio de 2024      |         |         | [ 18 ] |
| Asuntos Económicos y Clima                                                 |            | Micky Adriaansens       | 10 de enero de 2022     | 2 de julio de 2024      |         |         | [ 19 ] |
| Asuntos Generales                                                          |            | Mark Rutte              | 10 de enero de 2022     | 2 de julio de 2024      |         |         | [ 14 ] |
| Asuntos Sociales y Trabajo                                                 |            | Karien van Gennip       | 10 de enero de 2022     | 2 de julio de 2024      |         |         | [ 20 ] |
| Clima y Energía (Asuntos Económicos y Clima)                               |            | Rob Jetten              | 10 de enero de 2022     | 2 de julio de 2024      |         |         | [ 21 ] |
| Comercio Exterior y Cooperación para el Desarrollo (Relaciones Exteriores) |            | Liesje Schreinemacher   | 10 de enero de 2022     | 4 de diciembre de 2023  |         |         | [ 22 ] |
| Comercio Exterior y Cooperación para el Desarrollo (Relaciones Exteriores) |            | Geoffrey van Leeuwen    | 4 de diciembre de 2023  | 2 de julio de 2024      |         |         |        |
| Cuidados a Largo Plazo y Deporte (Salud Pública, Bienestar y Deporte)      |            | Conny Helder            | 10 de enero de 2022     | 2 de julio de 2024      |         |         | [ 23 ] |
| Defensa                                                                    |            | Kajsa Ollongren         | 10 de enero de 2022     | 2 de julio de 2024      |         |         | [ 24 ] |
| Educación, Cultura y Ciencia                                               |            | Robbert Dijkgraaf       | 10 de enero de 2022     | 2 de julio de 2024      |         |         | [ 25 ] |
| Educación Primaria y Secundaria (Educación, Cultura y Ciencia)             |            | Dennis Wiersma          | 10 de enero de 2022     | 21 de julio de 2023     |         |         | [ 26 ] |
| Educación Primaria y Secundaria (Educación, Cultura y Ciencia)             |            | Mariëlle Paul           | 21 de julio de 2023     | 2 de julio de 2024      |         |         |        |
| Finanzas                                                                   |            | Sigrid Kaag             | 10 de enero de 2022     | 8 de enero de 2024      |         |         | [ 15 ] |
| Finanzas                                                                   |            | Rob Jetten              | 8 de enero de 2024      | 12 de enero de 2024     |         |         |        |
| Finanzas                                                                   |            | Steven van Weyenberg    | 12 de enero de 2024     | 2 de julio de 2024      |         |         |        |
| Infraestructura y Gestión del Agua                                         |            | Mark Harbers            | 10 de enero de 2022     | 2 de julio de 2024      |         |         | [ 27 ] |
| Interior y Relaciones del Reino                                            |            | Hanke Bruins Slot       | 10 de enero de 2022     | 5 de septiembre de 2023 |         |         | [ 28 ] |
| Interior y Relaciones del Reino                                            |            | Hugo de Jonge           | 5 de septiembre de 2023 | En el cargo             |         |         |        |
| Justicia y Seguridad                                                       |            | Dilan Yeşilgöz-Zegerius | 10 de enero de 2022     | 2 de julio de 2024      |         |         | [ 29 ] |
| Lucha contra la Pobreza, Participación y Pensiones                         |            | Carola Schouten         | 10 de enero de 2022     | 2 de julio de 2024      |         |         | [ 30 ] |
| Naturaleza y Nitrógeno (Agricultura, Naturaleza y Calidad Alimentaria)     |            | Christianne van der Wal | 10 de enero de 2022     | 2 de julio de 2024      |         |         | [ 31 ] |
| Protección Legal (Justicia y Seguridad)                                    |            | Franc Weerwind          | 10 de enero de 2022     | En el cargo             |         |         | [ 32 ] |
| Relaciones Exteriores                                                      |            | Wopke Hoekstra          | 10 de enero de 2022     | 1 de septiembre de 2023 |         |         | [ 16 ] |
| Relaciones Exteriores                                                      |            | Liesje Schreinemacher   | 1 de septiembre de 2023 | 5 de septiembre de 2023 |         |         |        |
| Relaciones Exteriores                                                      |            | Hanke Bruins Slot       | 5 de septiembre de 2023 | 2 de julio de 2024      |         |         |        |
| Salud, Bienestar y Deporte                                                 |            | Ernst Kuipers           | 10 de enero de 2022     | 10 de enero de 2024     |         |         | [ 33 ] |
| Salud, Bienestar y Deporte                                                 |            | Conny Helder            | 10 de enero de 2024     | 2 de julio de 2024      |         |         |        |
| Vivienda y Ordenación del Territorio (Interior y Relaciones del Reino)     |            | Hugo de Jonge           | 10 de enero de 2022     | 2 de julio de 2024      |         |         | [ 34 ] |
| Secretarias con estatus de Ministerio                                      |            |                         |                         |                         |         |         |        |
| Cultura y Medios                                                           |            | Gunay Uslu              | 10 de enero de 2022     | 1 de diciembre de 2023  |         |         |        |
| Cultura y Medios                                                           |            | Steven van Weyenberg    | 6 de diciembre de 2023  | 12 de enero de 2024     |         |         |        |
| Cultura y Medios                                                           |            | Fleur Gräper            | 12 de enero de 2024     | 2 de julio de 2024      |         |         |        |
| Defensa                                                                    |            | Christophe van der Maat | 10 de enero de 2022     | 2 de julio de 2024      |         |         |        |
| Hacienda y Administración Tributaria                                       |            | Marnix van Rij          | 10 de enero de 2022     | 2 de julio de 2024      |         |         |        |
| Infraestructura y Gestión del Agua                                         |            | Vivianne Heijnen        | 10 de enero de 2022     | 2 de julio de 2024      |         |         |        |
| Justicia y Seguridad                                                       |            | Eric van der Burg       | 10 de enero de 2022     | 28 de octubre de 2023   |         |         |        |
| Justicia y Seguridad                                                       |            | Christophe van der Maat | 30 de octubre de 2023   | 24 de noviembre de 2023 |         |         |        |
| Justicia y Seguridad                                                       |            | Eric van der Burg       | 24 de noviembre de 2023 | 2 de julio de 2024      |         |         |        |
| Minería                                                                    |            | Hans Vijlbrief          | 10 de enero de 2022     | 2 de julio de 2024      |         |         |        |
| Recargos y Aduanas                                                         |            | Aukje de Vries          | 10 de enero de 2022     | 2 de julio de 2024      |         |         |        |
| Relaciones del Reino y Digitalización                                      |            | Alexandra van Huffelen  | 10 de enero de 2022     | 2 de julio de 2024      |         |         |        |
| Salud, Bienestar y Deporte                                                 |            | Maarten van Ooyen       | 10 de enero de 2022     | 2 de julio de 2024      |         |         |        |